# Sjoerd Hamburger
Sjoerd Hamburger (ur. 8 lutego 1983 r. w Oosstellingwerf) – holenderski wioślarz, reprezentant Holandii w wioślarskiej jedynce podczas Letnich Igrzysk Olimpijskich w Pekinie.

## Osiągnięcia
- Mistrzostwa Świata – Gifu 2005 – jedynka – 7. miejsce[1].
- Mistrzostwa Świata – Eton 2006 – jedynka – 8. miejsce[1].
- Mistrzostwa Świata – Monachium 2007 – jedynka – 10. miejsce[1][2].
- Igrzyska Olimpijskie – Pekin 2008 – jedynka – 13. miejsce[1][2].
- Mistrzostwa Europy – Montemor-o-Velho 2010 – ósemka – 4. miejsce[1].